# Dennis Murphy (équitation)
Pour les articles homonymes, voir Dennis Murphy et Murphy.
William Dennis Murphy, né le 24 octobre 1944 à Birmingham en Alabama, est un cavalier américain de dressage. Il participe à l'épreuve individuelle en saut aux Jeux olympiques de 1976 à Montréal.